# Nikola Petković
Nikola Petković (nacido el 28 de marzo de 1986 en Novi Sad, Serbia) es un futbolista serbo que juega como defensa en el FK Vojvodina de la Superliga de Serbia.

## Clubes
| Club                      | País           | Año       |
| ------------------------- | -------------- | --------- |
| FK Vojvodina              | Serbia         | 2005-2007 |
| Gençlerbirliği SK         | Turquía        | 2007      |
| Hacettepe SK              | Turquía        | 2007      |
| Gençlerbirliği SK         | Turquía        | 2007-2008 |
| Estrella Roja de Belgrado | Serbia         | 2008      |
| Eintracht Fráncfort       | Alemania       | 2008-2010 |
| Tom Tomsk                 | Rusia          | 2010      |
| Eintracht Fráncfort       | Alemania       | 2010      |
| Al Ahli F.C.              | Arabia Saudita | 2010-2011 |
| Eintracht Fráncfort       | Alemania       | 2010-2011 |
| Estrella Roja de Belgrado | Serbia         | 2011-2012 |
| Hapoel Tel Aviv F.C.      | Israel         | 2012-2013 |
| Estrella Roja de Belgrado | Serbia         | 2012-2013 |
| Sydney F.C.               | Australia      | 2013-2015 |
| KVC Westerlo              | Bélgica        | 2015-2016 |
| Yanbian Funde             | China          | 2016-2018 |
| FK Zemun Belgrado         | Serbia         | 2018      |
| Police Tero FC            | Tailandia      | 2018      |
| Sichuan Longfor           | China          | 2019      |
| FK Vojvodina              | Serbia         | 2019-     |